# Anaxipha arena
Anaxipha arena är en insektsart som beskrevs av Otte, D. och Perez-gelabert 2009. Anaxipha arena ingår i släktet Anaxipha och familjen syrsor. Inga underarter finns listade i Catalogue of Life.